# Spargania clementi
Spargania clementi är en fjärilsart som beskrevs av Louis Beethoven Prout 1931. Spargania clementi ingår i släktet Spargania och familjen mätare. Inga underarter finns listade i Catalogue of Life.